# Montizón
Montizón es una localidad y municipio español situado en la parte nororiental de la comarca del Condado, en la provincia de Jaén. Limita con los municipios jienenses de Castellar y Chiclana de Segura; y con el municipio ciudadrealeño de Villamanrique. Por su término discurren los ríos Dañador —incluido el embalse homónimo— y Montizón.
El municipio montizonero comprende los núcleos de población de Aldeahermosa —el más habitado—, Venta de los Santos y Montizón —el menos habitado pero capital municipal—. Tiene una población de 1585 habitantes (INE 2024).

## Historia
- Prehistoria: existen evidencias de población en la zona: restos líticos en la zona de Torre-Alber y cerámica en Cabeza Chica.
- Romanización: 
  - restos de vías romanas y cerca de Aldeahermosa se halló el miliario que indicaba la distancia desde este lugar a Contrebia en el valle del Ebro, el llamado Camino de Aníbal.
  - inscripción epigráfica en Venta de los Santos, indicando su dependencia de Ilugo (Santisteban del Puerto).
- Época islámica: fue una alquería, conquistada en 1226 por Fernando III el Santo como el resto de la comarca.
- Siglos XIV y XV: es despoblada, convirtiéndose en una dehesa ganadera dependiente de Santisteban del Puerto, conocida como Barranco Hondo.
- Siglo XVIII:
  - Montizón es fundado en 1767, junto con su dos aldeas dependientes Aldeahermosa y Venta de los Santos, durante el reinado de Carlos III, dentro del plan de repoblación de las sierras Morena y Segura que se desarrolló para conseguir seguridad en el camino entre sur peninsular y el norte, en un intento de acabar con el bandolerismo.
  - Los primeros pobladores de la sierra fueron enviados por el intendente del rey, D. Pablo de Olavide, reclutados en toda Europa: franceses, alemanes, holandeses, suizos e italianos recibieron varias fanegas de tierra para cultivo de cereal, otras con olivos, una vivienda y los aperos necesarios; Montizón comenzó con 6 casas, una iglesia y el pósito.
- En el siglo XIX, tenía 408 casas habitadas por 352 habitantes, y contaba con escuela, iglesia y pósito. En 1808 obtuvo el derecho a ayuntamiento propio, que perdió en 1888, fecha en que pasó a depender de Castellar, recobrando su independencia en 1906.

## Geografía
Cuenta con una población de 1.606 habitantes (2022) y una densidad de población de 8,24 hab/km². El municipio, de forma prácticamente rectangular y con sus calles formando parrilla, tiene una superficie de 211,82 km² y limita con Castellar al oeste y sur y Chiclana de Segura al este, así como con Villamanrique al norte, sirviendo de límite interprovincial la sierra de Segura.
De su ayuntamiento y parroquia dependen las pedanías de Venta de los Santos a 3 km dirección norte, y Aldeahermosa, a 2 km hacia el sur.
Dentro de su término municipal se encuentra el embalse del Dañador, perteneciente a la confederación hidrográfica del Guadalquivir y que es reserva natural de gran riqueza ecológica y cinegética.

## Geografía humana

### Demografía
Cuenta con una población de 1585 habitantes (INE 2024).
| Gráfica de evolución demográfica de Montizón entre 1842 y 2021 |
| |
| Población de derecho según los censos de población del INE Población de hecho según los censos de población del INEEntre el censo de 1897 y el anterior, este municipio desaparece porque se integra en el municipio 23025 (Castellar de Santisteban) por R.O. de 14.7.1888 Entre el censo de 1910 y el anterior, aparece este municipio porque se segrega del municipio 23025 (Castellar de Santisteban) |

## Economía
- Agricultura, al sur del término municipal:
  - Regadío: 7 ha, principalmente de haba verde.
  - Secano: 543 ha, principalmente de trigo.
  - Olivar: 5.324 ha, principalmente dedicadas a la producción de aceituna verde.
- Actividad forestal: caza mayor y menor en las zonas de monte bajo, perteneciente al ecosistema mediterráneo.
- Ganadería: sobre todo ovina, aunque también se crían cerdos.
- Caza: es zona de cotos, con abundancia de perdices y conejos, siendo zona de paso de algunas aves, por lo que se organizan partidas de caza menor en el monte bajo y los olivares. La caza mayor está restringida, con algunas monterías para cazar cochinos o ciervos.
- Turismo:
  - Turismo rural:
    - Pantano del Dañador, a 7 km de Venta de los Santos: su entorno es una zona de gran interés natural, con una gran riqueza cinegética y con instalaciones de recreo junto al embalse.
    - Barranco del Lobo, situado junto a Venta de los Santos: en él se produjo una batalla entre las tropas españolas (bajo el mando del general Gaspar Vigodet) y francesas durante la Guerra de la Independencia.
    - Mina del Avellanar: antigua mina de galena que ha estado en explotación hasta hace poco.

  - Restos arqueológicos:
    - Restos de la antigua ermita de San Ildefonso.
    - Restos romanos de Solaria.
- En 1993, junto con el resto de ayuntamientos, sindicatos agrarios, empresas, asociaciones culturales, sociales y profesionales y agentes de todo tipo de la zona se fundó la Asociación para el Desarrollo Rural de la comarca de El Condado, ASODECO, para conseguir calidad reglamentada y defender las denominaciones de origen, lanzando la marca Condado Jaén.

### Evolución de la deuda viva municipal
| Gráfica de evolución de Deuda viva del Ayuntamiento de Montizón entre 2008 y 2019                                |
| |
| Deuda viva del Ayuntamiento de Montizón en miles de Euros según datos del Ministerio de Hacienda y Ad. Públicas. |

## Organización político-administrativa

### Elecciones municipales
| Elecciones municipales desde 1979                      |      |      |      |      |      |      |      |      |      |      |      |      |
|                                                        | 1979 | 1983 | 1987 | 1991 | 1995 | 1999 | 2003 | 2007 | 2011 | 2015 | 2019 | 2023 |
| AP/PP                                                  | -    | 4    | 2    | 4    | 4    | 1    | 4    | 3    | 5    | 5    | 5    | 6    |
| PSOE                                                   | 6    | 7    | 5    | 7    | 6    | 7    | 5    | 6    | 4    | 4    | 4    | 3    |
| PCE/IU                                                 | -    | 0    | 1    | 0    | 1    | 1    | 0    | -    | -    | 0    | -    | -    |
| AEIM                                                   | -    | -    | 3    | -    | -    | 2    | -    | -    | -    | -    | -    | -    |
| UCD                                                    | 5    | -    | -    | -    | -    | -    | -    | -    | -    | -    | -    | -    |
| En negrilla el partido más votado                      |      |      |      |      |      |      |      |      |      |      |      |      |
| Fuente: Datos de las elecciones municipales desde 1979 |      |      |      |      |      |      |      |      |      |      |      |      |

### Alcaldía
| Periodo   | Nombre                                          | Partido                                            |
| --------- | ----------------------------------------------- | -------------------------------------------------- |
| 1979-1983 | Felipe García Tendero                           |                                                    |
| 1983-1987 | Eladio Risalde Tudela 1983: Francisco Losa Briz |                                                    |
| 1987-1991 | Rufino Torres Leive                             |                                                    |
| 1991-1995 | Eladio Risalde Tudela                           |                                                    |
| 1995-1999 | Faustino Flores Fernández                       |                                                    |
| 1999-2003 | Jesús Maigler Serrano                           |                                                    |
| 2003-2007 | José Manuel Navarro López                       |                                                    |
| 2007-2011 | Antonio González Lucha                          |                                                    |
| 2011-2015 | Valentín Merenciano Gracia                      | Logo del PP desde 2008 hasta 2015                  |
| 2015-2019 | Valentín Merenciano Gracia                      | Logo del PP desde el 9 de julio de 2015 hasta 2019 |
| 2019-2023 | Valentín Merenciano Gracia                      | Logo del PP desde 2019 hasta 2022                  |
| 2023-act. | Valentín Merenciano Gracia                      |                                                    |

## Cultura

### Monumentos
- Iglesia de la Inmaculada: Templo parroquial edificado durante la fundación del pueblo.
- Iglesia de San Juan Bautista.
- Iglesia del Santo Cristo de la Expiración.
- Casa Grande: en principio fue la casa del Pósito y después cuartel de los Migueletes (policía rural).
- Iglesia Evangélica de Aldeahermosa. Fundada por misioneros ingleses a principios del siglo XX.

### Gastronomía
Son platos típicos los galianos, las migas, ajoarriero, sopas turreñas y varios tipos de dulces: bizcochada, trenzados, pestiños.
A primeros de diciembre, para la Purísima se hace la matanza del cerdo.

### Fiestas
- San Isidro Labrador, el 15 de mayo,  romería.
- Santiago Apóstol, el 25 de julio, patrón de Montizón: verbena.
- San Juan Bautista, el 24 de junio, patrón de Aldeahermosa. Encierro de toros, vaquillas y verbena.
- El Cristo, Cristo de la Expiración, el segundo fin de semana de septiembre: es el patrón de Venta de los Santos, y hay procesiones, encierro de vaquillas y verbena.